# Kuummiit
Kuummiit é um assentamento no município de Sermersooq, a este da Gronelândia. Fundado em 1915, tinha 361 habitantes em 2010. O assentamento está localizado na costa oriental do Fiorde Ammassalik.

## População
A população de Kuummiit diminuiu cerca de 21% em relação a 1990 e cerca de 7% em relação a 2000.